# Filmkartell „Weltfilm“
Die Filmkartell „Weltfilm“ GmbH war eine Filmgesellschaft mit Sitz in Berlin, die proletarische Filme produzierte.

## Geschichte
Das Unternehmen Weltfilm wurde 1928 von der Internationalen Arbeiterhilfe gegründet und bezog seine Büroräume in der Hedemannstraße 21 in Berlin-Kreuzberg. Personell war es eng mit der Prometheus Film verflochten. So wurde Weltfilm zeitweilig vom Gründer der Prometheus, Emil Unfried, geleitet; die Produzenten waren Willi Münzenberg und der Schriftsteller Léo Lania. „Weltfilm“ produzierte hauptsächlich kurze kommunistische Dokumentar- und Propagandafilme, meist mit Albrecht Viktor Blum oder Phil Jutzi als Regisseur. Jutzi inszenierte für die Gesellschaft „Weltfilm“ auch den dokumentarischen Spielfilm Um’s tägliche Brot (1928/29), einen hauptsächlich mit Laiendarstellern gedrehten Film über das Arbeiterelend in dem niederschlesischen Bergbaugebiet Waldenburg. Dieser Film, der als erster wichtiger proletarischer Reportagefilm Deutschlands gilt, wurde vom Volks-Film-Verband finanziert, zu dessen Organisatoren Heinrich Mann, Béla Balázs, Käthe Kollwitz, Erwin Piscator und G. W. Pabst zählten.
Über ihre Produktionsarbeit hinaus war die „Weltfilm“ GmbH auch als nicht-kommerzieller Verleih für Produktionen der Prometheus Film, ausgewählte sozialkritische Filme bürgerlicher Produktionsgesellschaften sowie für sowjetische Spiel- und Dokumentarfilme tätig.

## Filmografie
- 1928: Zeitbericht – Zeitgeschichte (Ernst Angel, Albrecht Viktor Blum; Kurz-Dokumentarfilm)
- 1928: Hunderttausende im Kampf (Albrecht Viktor Blum; Dokumentarfilm)
- 1928: Was wir wollen – was wir nicht wollen (Béla Balázs, Albrecht Viktor Blum; Kurz-Dokumentarfilm)
- 1928: Im Schatten der Maschine (Albrecht Viktor Blum; kurzer Kompilationsfilm)
- 1928/29: Um’s tägliche Brot (Hunger in Waldenburg) (Phil Jutzi; Spielfilm, mit Holmes Zimmermann und Sybille Schloß)
- 1929: Blutmai 1929 (Phil Jutzi; Kurz-Dokumentarfilm)
- 1929: 1. Mai – Weltfeiertag der Arbeiterklasse (Phil Jutzi; Dokumentarfilm)
- 1929: 100.000 unter roten Fahnen (Phil Jutzi; Kurz-Dokumentarfilm)
- 1929: Kreislauf des Wassers (Albrecht Viktor Blum; kurzer Kompilationsfilm)
- 1929: Quer durch den Sport (Albrecht Viktor Blum; Dokumentarfilm)
- 1929/30: Sprengt die Ketten (Albrecht Viktor Blum, Dokumentarfilm)
- 1930: Tatsachen (Albrecht Viktor Blum; Kompilationsfilm)
- 1930: Rote Fahnen über Leipzig (Dokumentarfilm)
- 1930: Die Todeszeche (Phil Jutzi; Dokumentarfilm)
- 1930: Zeitprobleme: Wie der Arbeiter wohnt (Slatan Dudow; Kurz-Dokumentarfilm)
- 1931: II. Welttreffen der Arbeiter- und Bauernkinder (Erich Heintze)
- 1932: Reichspräsidentenwahl in der Hansestadt Hamburg